# Vụ chứng kiến UAV ở Colorado 2019–2020
Vụ chứng kiến UAV ở Colorado năm 2019–2020 là hiện tượng hàng loạt thiết bị bay không người lái (UAV) không xác định có độ bao phủ rộng rãi được nhiều người quan sát thấy trên bầu trời phía đông bắc Colorado và phía tây Nebraska trong khoảng thời gian từ tháng 12 năm 2019 đến tháng 1 năm 2020. Theo lời trình báo của nhân chứng, số UAV này bay theo đội hình ô lưới lên đến 19 chiếc và có thể nhìn thấy vào ban đêm từ 6 đến 10 giờ tối. Cục Hàng không Liên bang (FAA), FBI và cơ quan thực thi pháp luật địa phương đã điều tra những trường hợp này, nhưng vẫn chưa xác định được người điều khiển máy bay không người lái. Lái UAV vào ban đêm mà không có sự miễn trừ từ FAA là vi phạm luật lệ liên bang.

## Tổng quan
Những lần quan sát về loại UAV bí ẩn này được phát hiện ở phía đông bắc Colorado và phía tây Nebraska lần đầu tiên được báo cáo vào tháng 12 năm 2019. Thiết bị bay không người lái theo như lời mô tả có cả ánh đèn nhấp nháy và sải cánh dài khoảng sáu foot (1,8 m). Theo tờ Denver Post, những chiếc UAV này bay theo nhóm từ 6 đến 10 chiếc và thường được nhìn thấy từ 7 đến 10 giờ tối. Cảnh sát trưởng Quận Phillips, Colorado đã mô tả đội hình này là "cuộc tìm kiếm dạng ô lưới" và tuyên bố rằng kích cỡ và số lượng UAV khiến chúng khó có thể được những người nghiệp dư vận hành. Một nhân chứng ở Palisade, Nebraska đã đếm được 19 UAV cùng một lúc, một số bay lơ lửng và một số bay theo đội hình thành từng nhóm nhỏ. Drone này bay ở độ cao từ 200–500 ft (61–152 m).
Cảnh sát trưởng ở các quận bị ảnh hưởng tuyên bố rằng loại UAV này trông như không có "ác ý" và không vi phạm luật pháp địa phương, mặc dù cảnh sát trưởng Quận Morgan, Colorado cho biết tình hình "rất đáng lo ngại đối với cư dân của chúng tôi." Điều khiển UAV vào ban đêm mà không có giấy phép của Cục Hàng không Liên bang (FAA) là bất hợp pháp. Phi công UAV cũng yêu cầu sự miễn trừ từ FAA để bay đường dài, theo đội hình phối hợp, hoặc ở độ cao hơn 400 foot (120 m). FAA đã kiểm tra với các công ty sản xuất UAV và các địa điểm thử nghiệm UAV trong khu vực và đã xác nhận rằng không ai trong số họ đang vận hành loại UAV này cả.
Một cuộc họp liên cơ quan đã được tổ chức tại Brush, Colorado vào ngày 6 tháng 1 năm 2020, với sự tham gia của hơn 70 cơ quan liên bang, tiểu bang và địa phương, bao gồm Cục Điều tra Liên bang, Không quân Mỹ, FAA và cơ quan thực thi pháp luật của tiểu bang và địa phương để thảo luận về các trường hợp nhìn thấy UAV này. Sau cuộc họp, giới chức thực thi pháp luật địa phương có tham gia vào việc truy lùng "phương tiện chỉ huy" không xác định trong một thời gian ngắn nhưng chẳng tìm thấy được gì trước khi việc tìm kiếm này bị hủy bỏ. Sở Phòng cháy Chữa cháy Colorado cũng đã sử dụng máy bay đa năng Pilatus PC-12 trong nỗ lực xác định vị trí UAV vào đầu tháng 1.
Hiện tượng này giảm dần vào cuối tháng 1 và Sở An toàn Công cộng Colorado đã kết thúc cuộc điều tra tích cực vào cùng thời điểm đó. Sở bèn nêu báo cáo kết luận rằng phần lớn những lần nhìn thấy này là do các hành tinh, ngôi sao, máy bay thương mại và thiết bị bay không người lái gây ra.

## Giải thích vụ việc
Ngày 5 tháng 1 năm 2020, tờ Colorado Springs Gazette đưa tin rằng Không quân Mỹ  xác nhận rằng họ tiến hành các cuộc tập trận chống thiết bị bay không người lái bên ngoài Căn cứ Không quân Francis E. Warren ở Cheyenne, Wyoming. Bộ Tư lệnh Tấn công Toàn cầu Không quân giám sát các hầm chứa tên lửa Minuteman nằm ở đông bắc Colorado, đông nam Wyoming và tây Nebraska, đồng thời tiến hành thử nghiệm rộng rãi loại UAV thương mại để bảo vệ hầm chứa tên lửa khỏi sự giám sát hoặc tấn công. Trong một cuộc phỏng vấn, đại diện phía không quân sẽ không tuyên bố hay phủ nhận quyền sở hữu UAV. Tuy nhiên, một phóng viên nọ nói rằng phóng viên khác cho biết căn cứ này vội phủ nhận điều đó khi cô ấy liên lạc với họ.
Allison Sylte, phóng viên của 9 News ở Denver, đã liên hệ với các cơ quan chính phủ như Không quân Mỹ, FAA, Bộ Tư lệnh Phòng thủ Hàng không Vũ trụ Bắc Mỹ, Cơ quan Khí quyển và Đại dương Quốc gia, và Sở Giao thông vận tải Colorado, tất cả đều có phủ nhận liên quan đến vụ chứng kiến UAV. Các công ty tư nhân như Google, Amazon và Uber cũng tuyên bố rằng họ không chịu trách nhiệm về thiết bị bay không người lái.
Đài truyền hình Omaha WOWT đã quay video về một vật thể ban đầu được xác định là UAV ở Quận Saunders vào ngày 7 tháng 1; sau đó nó được xác định là có khả năng là loại máy bay đa dụng Cessna Caravan của hãng FedEx.

## Phản ứng công khai
Ngày 2 tháng 1, Thống đốc Jared Polis đã đưa ra lời tuyên bố rằng "Tôi đang tích cực theo dõi các báo cáo về vụ nhìn thấy thiết bị bay không người lái ở phía đông Colorado và chia sẻ những mối lo ngại đã bày tỏ của cơ quan thực thi pháp luật và cư dân địa phương". Sau khi một chiếc UAV bay cách trực thăng y tế Flight for Life trong vòng 100 foot (30 m), Polis tuyên bố rằng thiết bị bay không người lái "không còn là điều mới lạ nữa" và chỉ đạo Sở An toàn Công cộng Colorado thực hiện nhiều giám sát cấp bang hơn, bao gồm cả việc sử dụng cả đội ngũ nhân viên và máy bay mặt đất.
Dân biểu Adrian Smith bang Nebraska cho công bố thông cáo báo chí vào ngày 7 tháng 1 bày tỏ mối quan ngại của mình về UAV không xác định, nêu rõ "chúng ta phải bảo vệ quyền riêng tư và tài sản của người dân Nebraska."
Thị trưởng Yuma, Colorado thì đề xuất luật lệ mới nhằm đối phó với trường hợp nhìn thấy UAV, đạo luật này sẽ hạn chế việc sử dụng thiết bị bay không người lái đối với tài sản cá nhân và yêu cầu người điều khiển phải có giấy phép bay trong thành phố.